# Siltermästaren
Siltermästaren är ett anonymnamn på en gotländsk glasmålare.
Enligt Johnny Roosvals analyser var han troligen lärjunge till Dalhems huvudmästaren och var verksam på Gotland i mitten av 1200-talet. Omkring 1230 utförde han en uppsättning fönster för Silte kyrka som numera förvaras vid Gotlands fornsal. De väl bevarade glasmålningarna har som motiv bebådelsen, födelsen, frambärandet, Kristi dop, S:t Mikaels strid och S:t Martin. I bilden av S:t Mikaels strid med draken framträder Siltermästarens förmåga att med färgerna och linjernas hjälp åstadkomma en dramatisk och spänningsfylld handling. Trots att delar av ängelns vingspetsar, sköldbucklan och drakens huvud skär över ramen är framställningen av scenen sammanhållen av den tidsbundna dramatiken i lansstöten samt Mikaels och drakens blickar. De kontrasterade färgerna hos ängeln är vitt, grönt och gult mot en blå bakgrund som framhäver Mikaels kropp medan draken är utförd i en dunklare ton av brunt och svagt rosa. 